# Len Dawson
Pour les articles homonymes, voir Dawson.
Pro Football Hall of Fame 1987
(en) Statistiques sur pro-football-reference
Leonard Ray « Len » Dawson, né le 20 juin 1935 à Alliance (Ohio) et mort le 24 août 2022 à Kansas City (Kansas),, est un joueur américain de football américain ayant évolué comme quarterback.

## Biographie

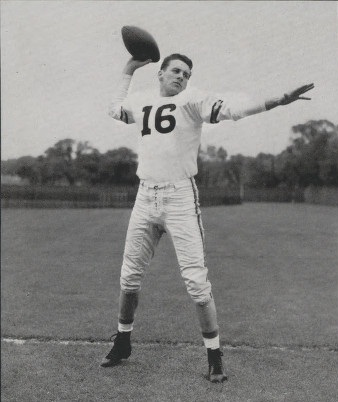
Len Dawson en 1955.

Len Dawson étudia à l'université Purdue et joua pour les Purdue Boilermakers.
Il est drafté en 1957 à la 5e position (premier tour) par les Steelers de Pittsburgh. Ensuite, il a évolué aux Browns de Cleveland, puis au Texans de Dallas (alors en AFL) lesquels deviendront les Chiefs de Kansas City.
Il sera trois fois champion AFL (1962, 1966 et 1969) et une fois vainqueur du Super Bowl (IV) étant MVP du match.
Il est sélectionné pour sept Pro Bowl (1962, 1964, 1966, 1967, 1968, 1969 et 1971) et sera cinq fois All-Pro (1962, 1964, 1966, 1968 et 1971). Il fut intronisé au Pro Football Hall of Fame. Son numéro a été retiré par les Chiefs.